# قانون کمینه لیبیگ

بشکه لیبیگ

قانون کمینه لیبیگ (به انگلیسی: Liebig's law of the minimum) که اغلب به سادگی قانون لیبیگ (به انگلیسی: Liebig's law) یا قانون کمینه (به انگلیسی: law of the minimum) نامیده می‌شود، اصلی است که در علم کشاورزی توسط کارل اسپرنگل (۱۸۴۰) توسعه یافت و بعد توسط یوستوس فون لیبیگ رایج شد. این قانون بیان می‌کند که رشد نه توسط کل منابع موجود، بلکه توسط کمیاب‌ترین منبع (عامل محدودکننده) دیکته می‌شود. این قانون همچنین برای جمعیت‌های زیستی و مدل‌های بوم‌سازگان برای عواملی مانند نور خورشید یا مواد مغذی معدنی اعمال شده‌است.